# École nationale des sciences géographiques
Die École nationale des sciences géographiques (ENSG Géomatique) ist eine französische Ingenieurhochschule, die 1941 gegründet wurde.
Die ENSG veranstaltet etwa zehn Erstausbildungszyklen, die von der Technikerstufe bis zu den Stufen Masters und Mastères Spécialisés reichen, und organisiert ein umfangreiches Weiterbildungsangebot in allen Bereichen der Geomatik.
Die ENSG mit Sitz in Champs-sur-Marne ist eine öffentliche Hochschule. Die Schule ist seit dem 1. Januar 2020 Mitglied der Gustave Eiffel University.

## Berühmte Lehrer
- Jean-Jacques Levallois (1911–2001), französischer Geodät
- Pierre Tardi (1897–1972), französischer Geodät und Astronom